# GANEFO 1963/Badminton
Bei den GANEFO 1963 wurden sechs Badmintonwettbewerbe ausgetragen. Die Wettkämpfe fanden Mitte November 1963 in Jakarta statt. Die DDR entsandte die nationalen Meister Rita Gerschner und Gottfried Seemann zu den Spielen 1963 in Indonesien. Beide schieden jedoch in der Vorrunde aus.

## Teilnehmende Nationen und Starter
- Ceylon (4)
- Volksrepublik China (11)
- Deutsche Demokratische Republik (2)
- Indonesien (12)
- Japan (5)
- Laos (5)
- Mexiko (6)
- Pakistan (3)
- Philippinen (4)

## Sieger und Platzierte
| Disziplin    | Gold                                                                                             | Silber                                                                                       | Bronze                                       |
| ------------ | ------------------------------------------------------------------------------------------------ | -------------------------------------------------------------------------------------------- | -------------------------------------------- |
| Herreneinzel | Tang Xianhu                                                                                      | Hou Jiachang                                                                                 | Ang Tjin Siang                               |
| Dameneinzel  | Minarni                                                                                          | Liang Xiaomu                                                                                 | Chen Yuniang                                 |
| Herrendoppel | Tan King Gwan Abdul Patah Unang                                                                  | Lin Jiancheng Wu Junsheng                                                                    | Tang Xianhu Zhang Zhucheng                   |
| Damendoppel  | Retno Koestijah Minarni                                                                          | Chen Yuniang Liang Xiaomu                                                                    | Chen Jiayan Chen Liquan                      |
| Herrenteam   | Indonesien Johnny Tjoa Ting Oen Hie Tan King Gwan Abdul Patah Unang Nana Soetisna Ang Tjin Siang | Volksrepublik China Lin Jiancheng Hou Jiachang Tang Xianhu Wu Junsheng Zhang Zhucheng        | Pakistan Nazir Rajput Akram Baig Saleem Butt |
| Damenteam    | Volksrepublik China Chen Yuniang Liang Xiaomu Chen Jiayan Lin Jianying Chen Liquan               | Indonesien Minarni Retno Koestijah Megah Idawati Corry Kawilarang Oei Lin Nio Happy Herowati | nicht vergeben                               |

## Finalresultate
| Disziplin    | Sieger                          | Finalist                  | Ergebnis          |
| ------------ | ------------------------------- | ------------------------- | ----------------- |
| Herreneinzel | Tang Xianhu                     | Hou Jiachang              |                   |
| Dameneinzel  | Minarni                         | Liang Xiaomu              | 10:12, 11:1, 11:1 |
| Herrendoppel | Tan King Gwan Abdul Patah Unang | Lin Jiancheng Wu Junsheng | 15:9, 15:13       |
| Damendoppel  | Minarni Retno Koestijah         | Liang Xiaomu Chen Yuniang | 15:7, 15:3        |

## Teamresultate

### Herrenteam
|  | Viertelfinale | Viertelfinale       | Viertelfinale |  |  | Halbfinale | Halbfinale          | Halbfinale |  |  | Finale           | Finale              | Finale           |
|  |               |                     |               |  |  |            |                     |            |  |  |                  |                     |                  |
|  | 1             | Indonesien          | 5             |  |  |            |                     |            |  |  |                  |                     |                  |
|  |               | Japan               | 0             |  |  |            |                     |            |  |  |                  |                     |                  |
|  |               |                     |               |  |  | 1          | Indonesien          | 5          |  |  |                  |                     |                  |
|  |               |                     |               |  |  |            | Sri Lanka           | 0          |  |  |                  |                     |                  |
|  |               | Sri Lanka           | 3             |  |  |            |                     |            |  |  |                  |                     |                  |
|  | 4             | Mexiko              | 2             |  |  |            |                     |            |  |  |                  |                     |                  |
|  |               |                     |               |  |  |            |                     |            |  |  | 1                | Indonesien          | 3                |
|  |               |                     |               |  |  |            |                     |            |  |  | 2                | Volksrepublik China | 2                |
|  | 3             | Pakistan            | 4             |  |  |            |                     |            |  |  |                  |                     |                  |
|  |               | Laos                | 1             |  |  |            |                     |            |  |  |                  |                     |                  |
|  |               |                     |               |  |  | 3          | Pakistan            | 0          |  |  |                  |                     |                  |
|  |               |                     |               |  |  | 2          | Volksrepublik China | 5          |  |  | Spiel um Platz 3 | Spiel um Platz 3    | Spiel um Platz 3 |
|  |               | Philippinen         | 0             |  |  |            |                     |            |  |  |                  | Sri Lanka           | 0                |
|  | 2             | Volksrepublik China | 5             |  |  |            |                     |            |  |  | 3                | Pakistan            | 5                |

## Medaillenspiegel
| Platz | Land                | Gold | Silber | Bronze | Gesamt |
| ----- | ------------------- | ---- | ------ | ------ | ------ |
| 1     | Indonesien          | 4    | 1      | 1      | 6      |
| 2     | Volksrepublik China | 2    | 5      | 3      | 10     |
| 3     | Pakistan            | 0    | 0      | 1      | 1      |